# Gabriele
Gabriele  è un nome proprio di persona italiano maschile. In tedesco, il nome è invece usato al femminile.

## Varianti
- Maschili: Gabbriele[5], Gabriello[1][3][4][5], Gabbriello[3][5]
  - Ipocoristici: Gabri[5], Gabrio[3][4][5], Lele, Gello[1], Bello[1]
- Femminili: Gabriela, Gabriella[1][3][4][5]

### Varianti in altre lingue
- Antico slavo ecclesiastico: Гаврїилъ (Gavriilu)[6]
- Arabo: جبريل (Jibril, Jabril)[2]
- Asturiano: Garabiel[7]
- Basco: Gabirel[7]
- Bosniaco: Džibril
- Albanese: Xhibril, Gabriel, Gavril
- Bulgaro: Гавраил (Gavrail)[2], Гаврил (Gavril)[2]
- Catalano: Gabriel[2][7]
- Ceco: Gabriel[2]
- Croato: Gabrijel[2]
- Danese: Gabriel[2]
- Ebraico:  גַבְרִיאֵל (Gavri'el, Gavriel, Gabhri el)[2][8]
- Finlandese: Kaapro[2], Kaapo[2], Gabriel[2]
- Francese: Gabriel[2]
- Galiziano: Gabriel[7]
- Greco biblico: Γαβριηλ (Gabriel)[2]
- Greco moderno: Γαβριηλ (Gavriīl)[2]
- Inglese: Gabriel[2]
  - Ipocoristici: Gabby[2], Gabe[2]
- Irlandese: Gaibriél
- Latino: Gabriel[1][2]
- Lettone: Gabriels[2]
- Lituano: Gabrielius[2]
- Macedone: Гаврил (Gavril)[2]
- Norvegese: Gabriel[2]
- Olandese: Gabriël[2]
- Polacco: Gabriel[2]
- Portoghese: Gabriel[2]
- Rumeno: Gavril[2], Gabriel[2]
  - Ipocoristici: Gabi[2]
- Russo: Гавриил (Gavriil)[2]
- Serbo: Гаврило (Gavrilo)
- Slovacco: Gabriel[2]
- Sloveno: Gabrijel[2]
- Spagnolo: Gabriel[2][7]
- Svedese: Gabriel[2]
- Tedesco: Gabriel[2]
- Ucraino: Гавриїл (Havryïl)[2]
- Ungherese: Gábor[2], Gábriel[2]
  - Ipocoristici: Gabi[2]
- Yiddish: גאברעל (Gavrel)[2]

## Origine e diffusione

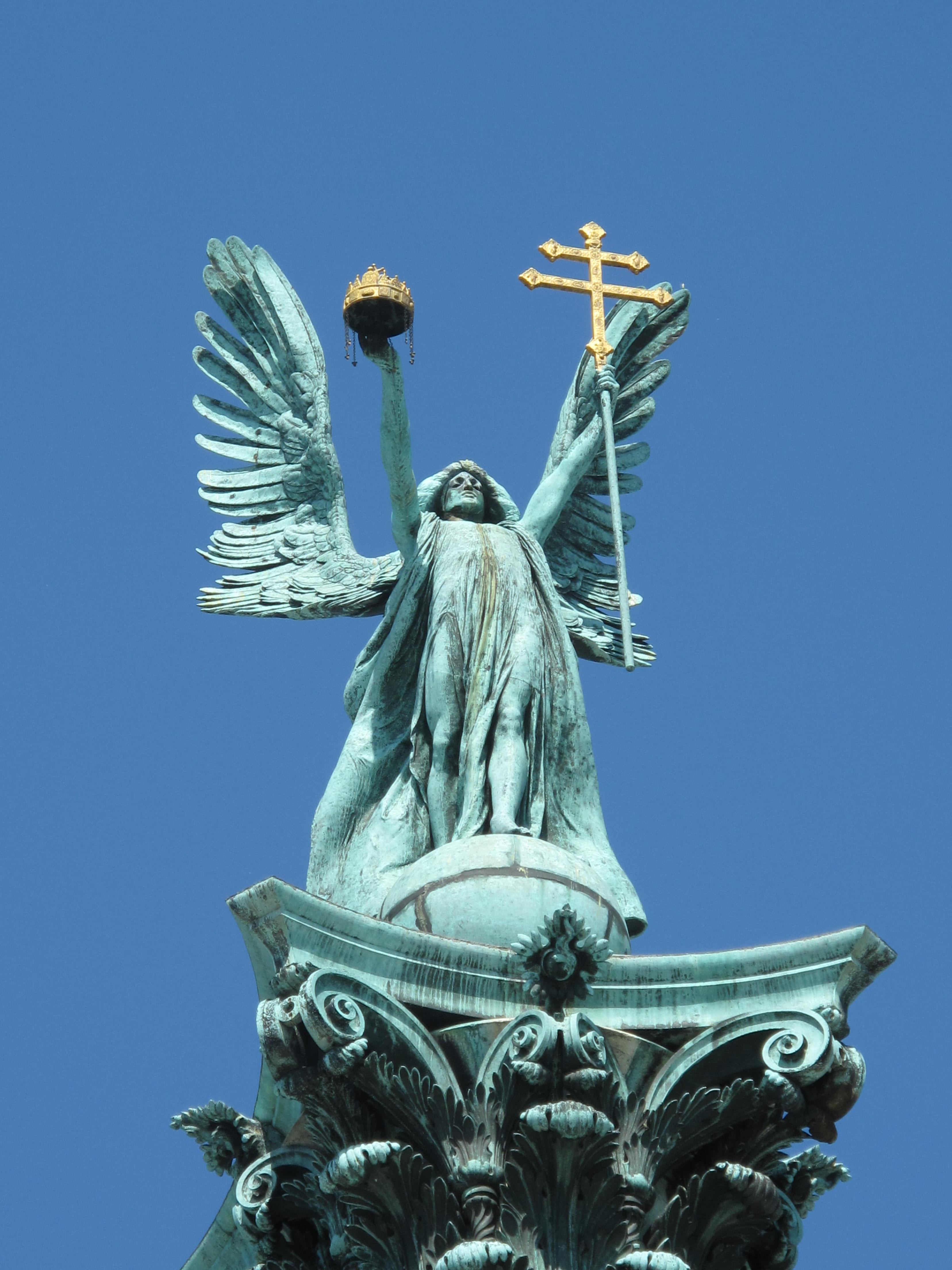
Statua dell'angelo Gabriele nella Piazza degli Eroi di Budapest

Deriva dal nome ebraico גַבְרִיאֵל (Gavri'el), composto da gebher (o gheber, "uomo", a sua volta derivante da gabhar o gabar, "essere forte") combinato con El ("Dio"): può quindi significare "uomo di Dio", "uomo forte di Dio", "forza di Dio", "fortezza di Dio", "Dio è stato forte" e via dicendo; alcuni di questi significati sono analoghi a quello del nome Othniel.
È un nome di tradizione biblica, portato da uno degli arcangeli, Gabriele, grazie al quale il nome si è inizialmente diffuso; egli è presente sia nell'Antico Testamento (dove appare a Daniele (Da 8:15-27 e 9:20-27)) sia nel Nuovo Testamento, nel quale annuncia la nascita di Giovanni e Gesù rispettivamente a Zaccaria (Lc 1:8-20) e a Maria (Lc 1:26-38); è presente anche nella tradizione islamica, dove è colui che detta il Corano a Maometto e fa da tramite fra lui e Allah.
Il nome ha ampia diffusione tra i nuovi nati in Italia: dall'undicesimo posto tra i preferiti nel 2004, è salito al nono nel 2006 fino ad arrivare al sesto nel 2007, 2008 e 2009. È invece recente il suo uso in Inghilterra: sebbene vi fosse diffuso già dal XII secolo, solo dal XX secolo ha acquisito una diffusione degna di nota.

## Onomastici
L'onomastico ricorre generalmente in memoria dell'arcangelo Gabriele, ricordato dalla Chiesa cattolica il 29 settembre (in passato si celebrava il 18 marzo, poi dal 1925 il 24 marzo distinto dagli altri due arcangeli) e dalla Chiesa ortodossa l'8 novembre. Si ricordano con questo nome anche, alle date seguenti:
- 27 febbraio, san Gabriele dell'Addolorata, religioso della Congregazione della Passione di Gesù Cristo, patrono dell'Abruzzo[4][18]
- 17 marzo, san Gabriel Lalemant, gesuita e martire in Canada[18]
- 20 aprile, san Gabriele il Bambino, martire presso Białystok[18]
- 14 settembre, san Gabriele Taurino Dufresse, vescovo e martire in Cina[18]
- 9 novembre, beato Gabriele Ferretti, francescano[18]
- 13 dicembre e 30 agosto, san Gabriele, patriarca di Serbia e martire[18]

## Persone

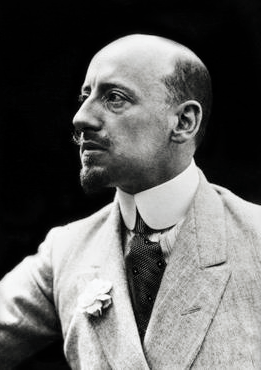
Gabriele D'Annunzio

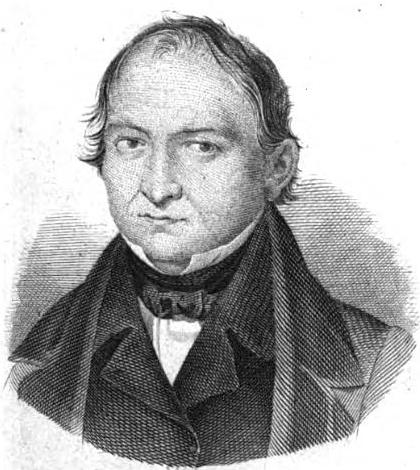
Gabriele Rossetti

- Gabriele D'Annunzio, scrittore, poeta, drammaturgo, militare, politico e giornalista italiano
- Gabriele dell'Addolorata, religioso e santo italiano
- Gabriele I di Montgomery, signore di Ducey, che durante un torneo uccise accidentalmente Enrico II di Francia
- Gabriele Ferzetti, attore italiano
- Gabriele Lavia, attore, doppiatore e regista italiano
- Gabriele Muccino, regista e sceneggiatore italiano
- Gabriele Oriali, calciatore e dirigente sportivo italiano
- Gabriele Rossetti,  poeta, critico letterario e patriota italiano
- Gabriele Salvatores, regista e sceneggiatore italiano
- Gabriele Tarquini, pilota automobilistico italiano
- Gabriele Tinti, attore italiano
- Gabriele Vanorio, cantante italiano

### Variante Gabriello

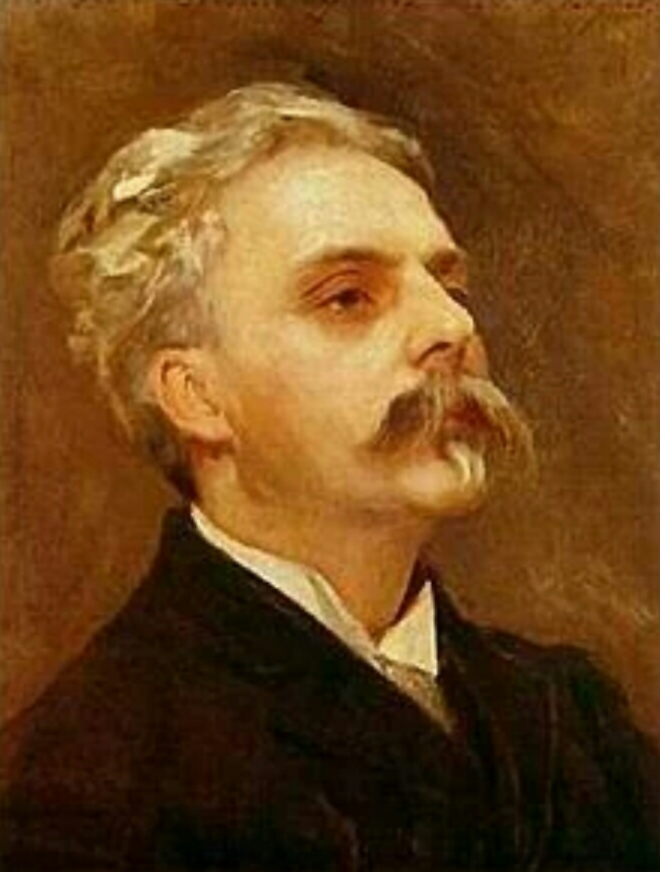
Gabriel Fauré

- Gabriello Brunelli, incisore italiano
- Gabriello Carnazza, giurista, politico e imprenditore italiano
- Gabriello Carnazza, politico e imprenditore italiano
- Gabriello Carotti, calciatore italiano
- Gabriello Chiabrera, poeta e drammaturgo italiano
- Gabriello Dara, poeta e politico italiano di origini albanesi
- Gabriello Ferrantini, pittore italiano
- Gabriello Ginori, banchiere e politico italiano
- Gabriello Puliti, compositore italiano

### Variante Gabriel

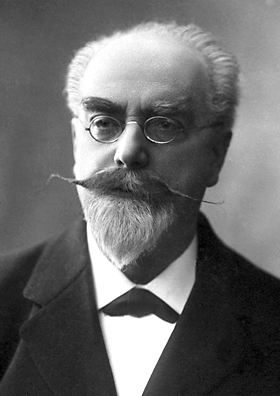
Gabriel Lippmann

- Gabriel Batistuta, calciatore, allenatore di calcio e dirigente sportivo argentino
- Daniel Gabriel Fahrenheit, fisico e ingegnere tedesco
- Gabriel Fauré, compositore e organista francese
- Gabriel García Márquez, scrittore e giornalista colombiano
- Gabriel Garko, attore italiano
- Gabriel Lippmann, fisico francese
- Gabriel Macht, attore statunitense
- Gabriel Milito, calciatore argentino
- Gabriel Tarde, criminologo, sociologo e filosofo francese
- Gabriel Voisin, aviatore francese

### Variante Gabrio
- Gabrio Avanzati, politico italiano
- Gabrio Casati, politico italiano
- Gabrio De Medici, condottiero italiano
- Gabrio Lombardi, giurista, politico e docente italiano
- Gabrio Maria Nava, vescovo cattolico italiano
- Gabrio Piola, matematico e fisico italiano
- Gabrio Serbelloni o Cerbellon in spagnolo, condottiero italiano
- Gabrio Zandonà, velista italiano

### Variante Gavriil

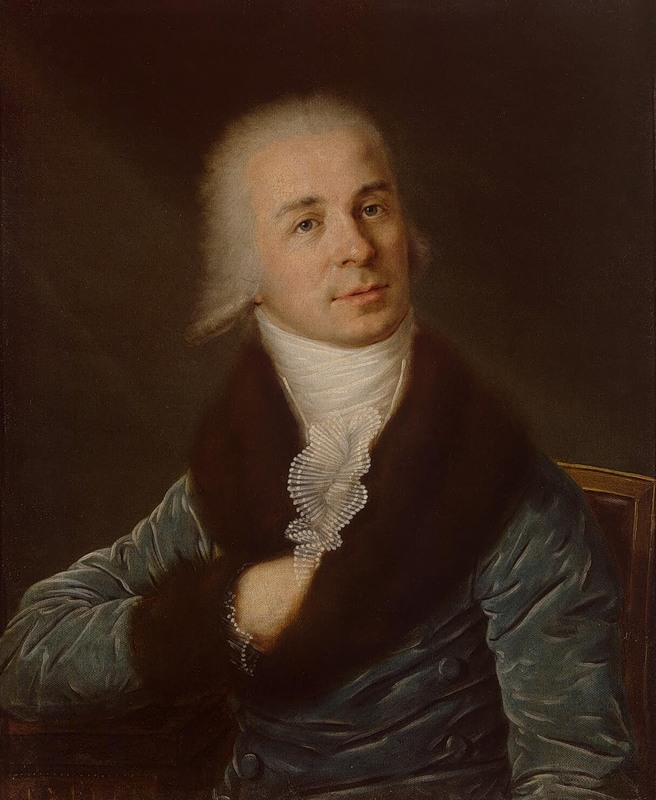
Gavriil Romanovič Deržavin

- Gavriil Romanovič Deržavin, poeta, scrittore e drammaturgo russo
- Gavriil Ivanovič Golovkin, politico russo
- Gavriil Kačalin, calciatore e allenatore di calcio sovietico
- Gavriil Popov, politico russo
- Gavriil Nikolaevič Popov, compositore sovietico
- Gavriil Loginovič Pribylov, navigatore russo
- Gavriil Konstantinovič Romanov, membro della famiglia Romanov
- Gavriil Andreevič Saryčev, navigatore, esploratore e oceanografo russo
- Gavriil Nikolaevič Veresov, scacchista sovietico

### Variante Gábor
- Gábor Csupó, regista ungherese

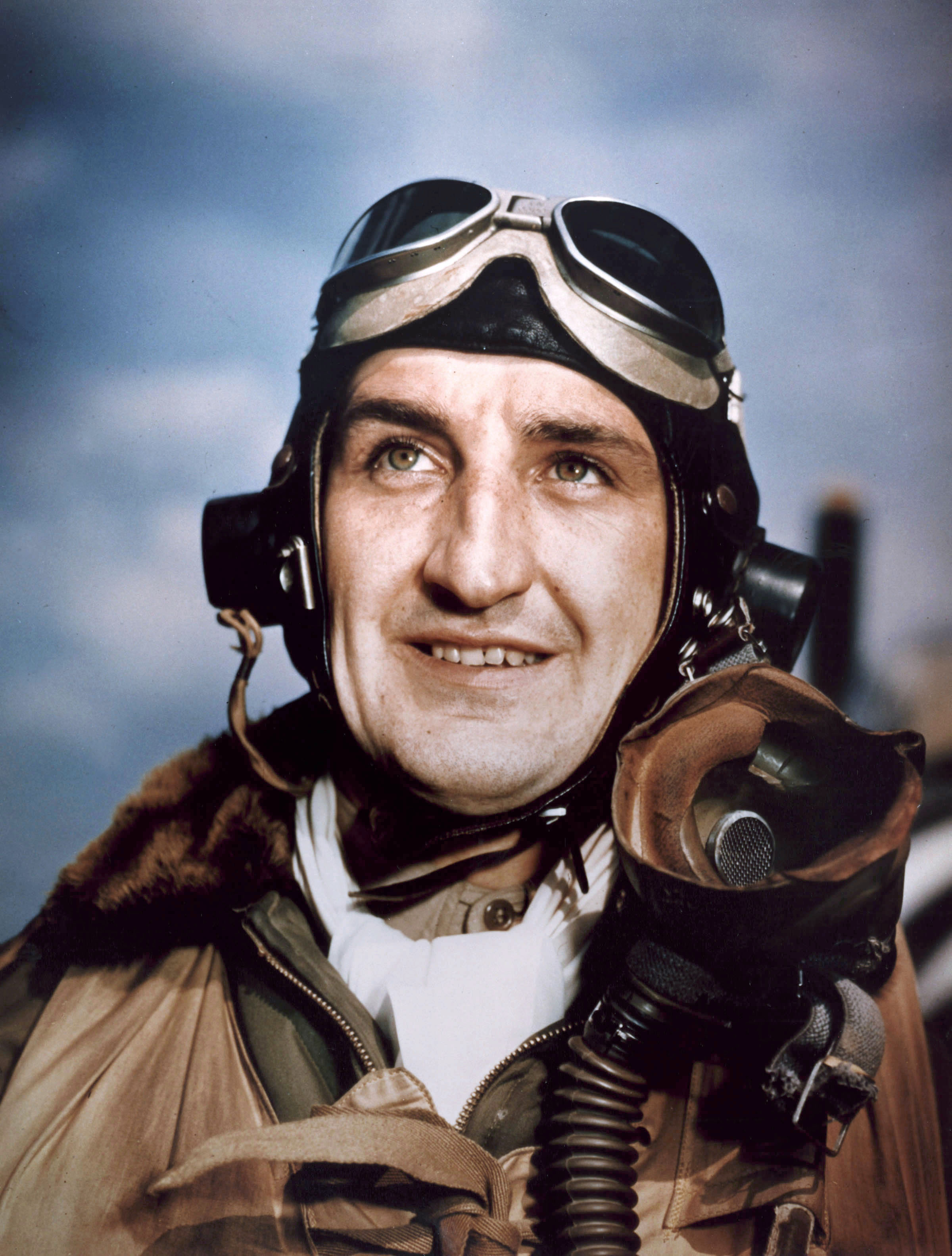
Gabby Gabreski

- Gábor Delneky, ex schermidore ungherese
- Gábor Király, calciatore ungherese
- Gábor Kléber, calciatore ungherese, di ruolo centrocampista
- Gábor Köves, ex tennista ungherese
- Gábor Obitz, calciatore e allenatore di calcio ungherese, di ruolo centrocampista
- Gábor Pogány, direttore della fotografia italiano
- Gábor Arpad Somorjai, chimico ungherese
- Gábor Szabó, calciatore ungherese, di ruolo attaccante
- Gábor Talmácsi, pilota motociclistico ungherese
- Gábor von Vaszary, scrittore e sceneggiatore ungherese

### Altre varianti
- Gabi Ashkenazi, militare israeliano
- Gabe Carimi, giocatore di football americano statunitense
- Gabby Gabreski, aviatore statunitense
- Gabby Hayes, attore statunitense
- Gabriels, gruppo musicale statunitense
- Gavriil Abramovič Ilizarov, medico sovietico
- Gaby Mudingayi, calciatore belga
- Gabe Newell, autore di videogiochi e imprenditore statunitense
- Gavrilo Princip, nazionalista serbo
- Gavril Radomir, zar di Bulgaria

## Il nome nelle arti
- Gabriel Gray, soprannominato "Sylar", è un personaggio di Heroes.
- Gabriel Lorca è un personaggio di Star Trek: Discovery.
- Gabriel Allon è un personaggio della letteratura.
- Gabriel Knight è un personaggio dell'omonima serie di videogiochi d'avventura.
- My Angel Gabriel è una canzone dei Lamb.